# Landschaftsschutzgebiet Briloner Hochfläche

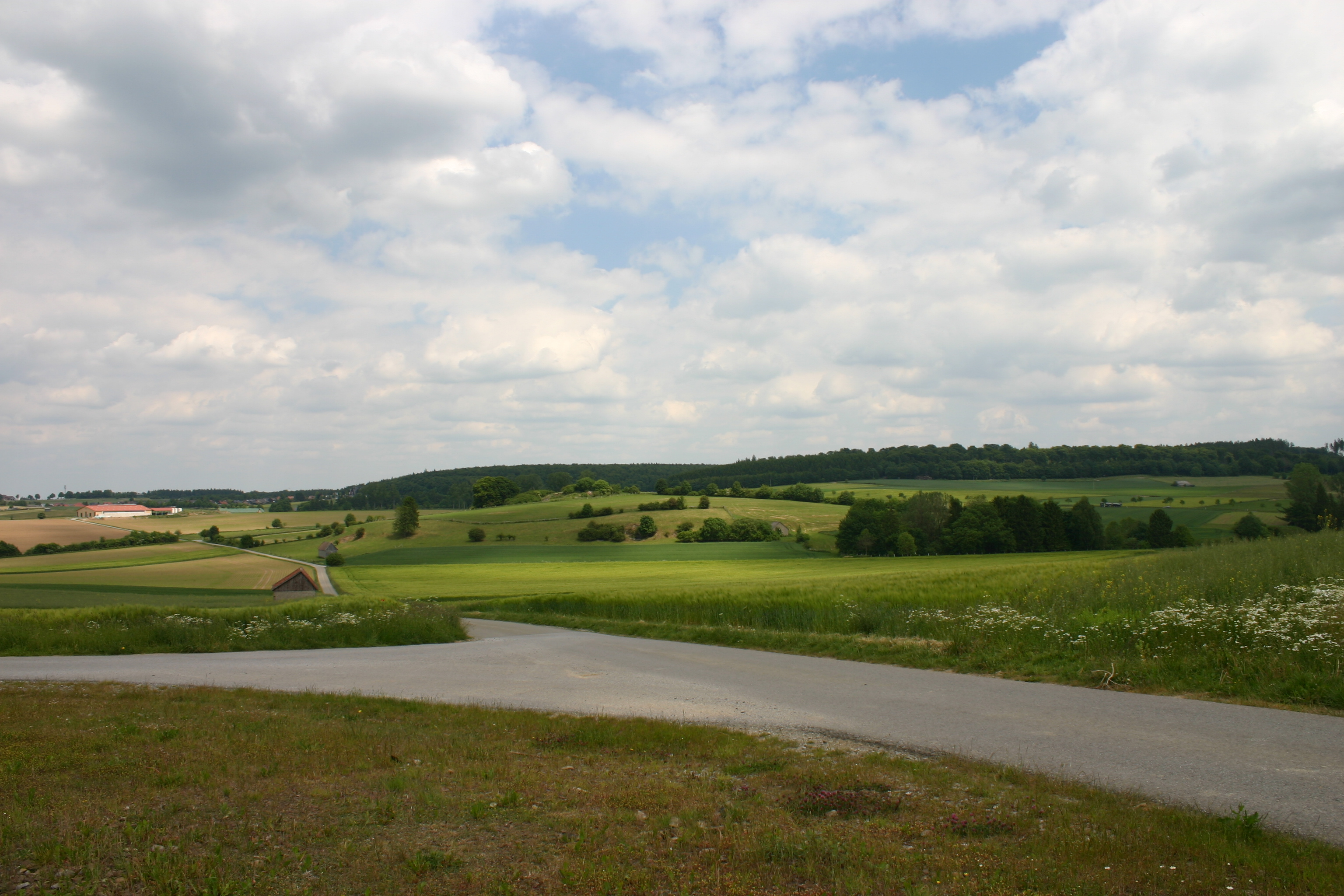
Nordöstlichster Bereich des Landschaftsschutzgebiets Briloner Hochfläche

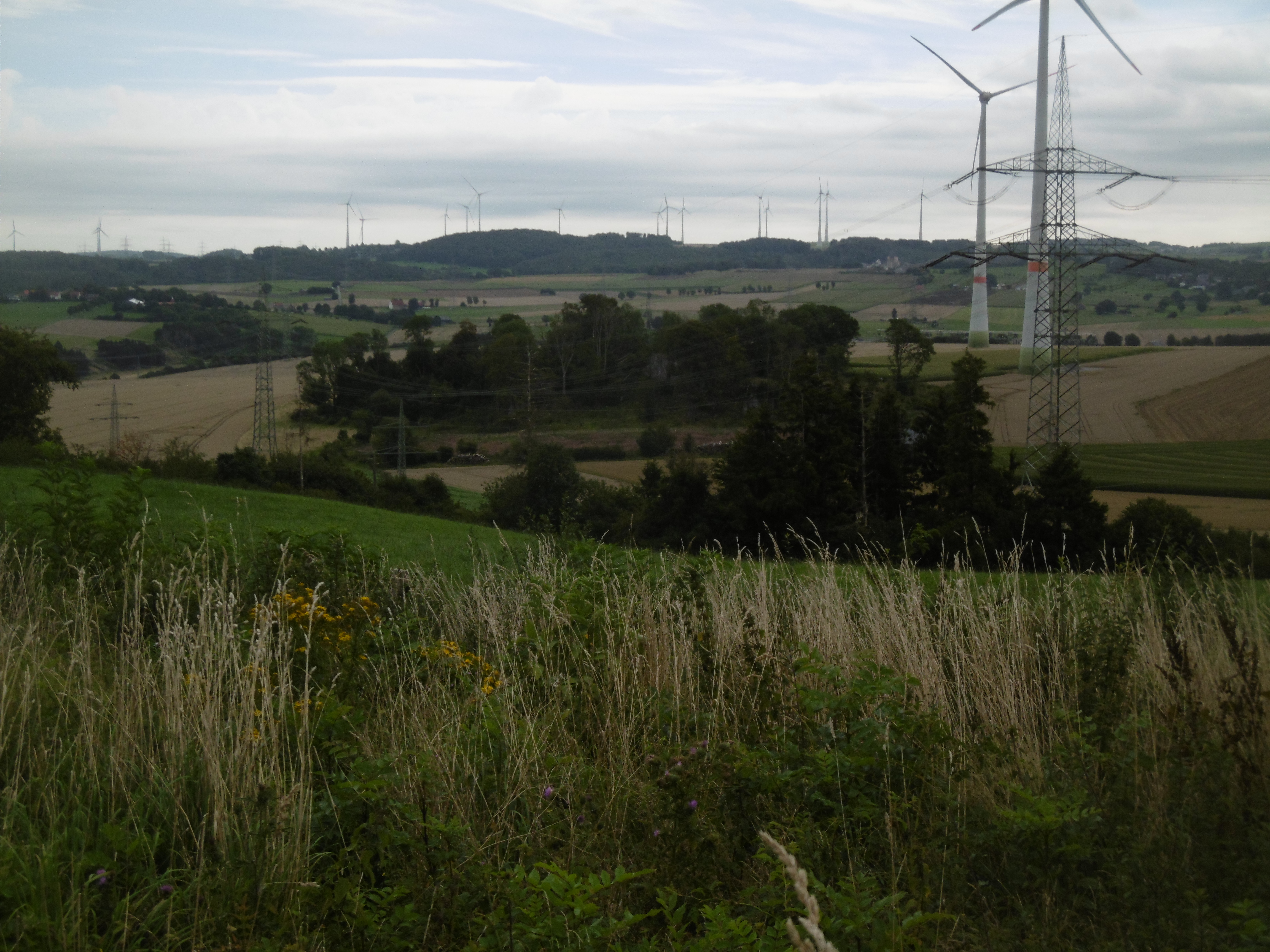
Landschaftsschutzgebiet südöstlich von Wülfte

Das Landschaftsschutzgebiet Briloner Hochfläche mit 1.387 ha Größe liegt östlichen von Brilon. Das Gebiet wurde 2001 mit dem Landschaftsplan Hoppecketal durch den Hochsauerlandkreis als Landschaftsschutzgebiet (LSG) ausgewiesen. Teile des LSG gehören seit 2004 zu zwei FFH-Gebieten. Im Bereich um das Naturschutzgebiet Buchholz (Brilon) liegen Teile des LSG im FFH-Gebiet Buchholz bei Bleiwäsche (DE 4518-301). Zwischen dem Naturschutzgebiet Grüberg / Thülener Stein, dem Naturschutzgebiet Lühlingsknapp und dem Naturschutzgebiet Ruhberg liegende Teile des LSG gehören zum FFH-Gebiet Wälder und Quellen des Almetals (DE 4518-303).
Das LSG Briloner Hochfläche wurde als eines von vier Landschaftsschutzgebiete vom Typ A (Allgemeiner Landschaftsschutz) im Stadtgebiet Brilon ausgewiesen. Im Stadtgebiet gibt es auch 22 Landschaftsschutzgebieten vom Typ B, Ortsrandlage, Landschaftscharakter und 53 Landschaftsschutzgebiete vom Typ C (Wiesentäler und bedeutsames Extensivgrünland) mit anderen Auflagen.
Im LSG ist unter anderem das Errichten von Bauten verboten. Erstaufforstungen und auch die Neuanlage von Weihnachtsbaumkulturen, Schmuckreisig- und Baumschulkulturen unterliegen einer behördlichen Genehmigung der Unteren Naturschutzbehörde.

## Beschreibung
Beim Landschaftsschutzgebiet Briloner Hochfläche handelt es sich um einen durch Weite und Offenheit geprägten Bereich des Briloner Kalkplateaus. Trotz klimatischer Ungunstlage handelt es sich um einen der fruchtbarsten Bereiche im Sauerland, wozu auch der Kalksteinuntergrund beiträgt. Die flachen Bereiche werden überwiegend als Acker und Grünland genutzt. Ackernutzung überwiegt im LSG im Gegensatz zu anderen Bereichen im Sauerland. Nur kleinere Waldbereiche gehören zum LSG. Seit den 1990er Jahren wurden zahlreiche Windkraftanlagen im Schutzgebiet gebaut. Nordöstlich von Radlinghausen steht ein großer Güllebehälter, der auch zum Gülletourismus aus dem Münsterland und Ostwestfalen genutzt wird.

## Schutzzweck
Das LSG wurde zur Erhaltung des eigenartigen Landschaftscharakters der Briloner Hochfläche im Bergland, zur Sicherung der Leistungsfähigkeit des Naturhaushaltes vor Eingriffen sowie zur Ergänzung der durch Ausweisung als Naturschutzgebiet strenger geschützten Bereiche des Naturraums als Pufferbereiche ausgewiesen.

## Rechtliche Vorschriften
Wie in den anderen Landschaftsschutzgebieten im Hochsauerlandkreis besteht im LSG ein Verbot, Bauwerke zu errichten. Vom Verbot ausgenommen sind Bauvorhaben für Gartenbaubetriebe, Land- und Forstwirtschaft, die öffentliche Versorgung mit Elektrizität, Gas, Telekommunikationsdienstleistungen, Wärme und Wasser, die Abwasserwirtschaft oder einen bestehenden angrenzenden gewerblichen Betrieb (§ 35 Abs. 1 Nr. 1 und 2 des Baugesetzbuches). Auch der Bau von Windkraftanlagen und Wasserkraftwerken ist mit Baugenehmigung erlaubt.